# Menetes berdmorei
Menetes berdmorei is een zoogdier uit de familie van de eekhoorns (Sciuridae). De wetenschappelijke naam van de soort werd voor het eerst geldig gepubliceerd door Edward Blyth in 1849.

## Voorkomen
De soort komt voor in zuidelijk Vietnam, Cambodja, zuidelijk Laos, Thailand, zuidelijk Yunnan (China) tot centraal Myanmar.